# Karl Heidler
Karel svobodný pán Heidler (Karl Freiherr Heidler von Egeregg und Syrgenstein) (17. listopadu 1848, Vídeň – 10. října 1917, Kißlegg, Německo) byl rakousko-uherský diplomat. Přes čtyřicet let působil v diplomacii, naposledy byl rakousko-uherským vyslancem ve Švýcarsku (1903–1909). V roce 1891 byl povýšen na barona a v roce 1912 se stal členem Panské sněmovny.

## Životopis
Byl synem vojenského lékaře a profesora medicíny Karla Heidlera (1809–1887), který byl v roce 1856 povýšen do šlechtického stavu. Studoval práva ve Vídni a filozofii v Giessenu, od roku 1870 působil jako úředník na ministerstvu zahraničí. Od roku 1871 zastával řadu let nižší diplomatické posty v různých zemích (Bern, Vatikán, Madrid, Drážďany, Stuttgart, Berlín, Istanbul, Londýn). V roce 1891 byl povýšen do stavu svobodných pánů, zároveň jmenován tajným radou a v letech 1891–1900 byl generálním konzulem v Egyptě. Po návratu do Evropy byl vyslancem v Srbsku (1900–1903) a Švýcarsku (1903–1909). V roce 1911 byl propuštěn ze služeb ministerstva zahraničí do penze a v roce 1912 byl jmenován doživotním členem rakouské panské sněmovny. Byl nositelem velkokříže Řádu Františka Josefa (1896) a Řádu železné koruny I. třídy (1908). V roce 1891 se oženil s hraběnkou Sophií Waldburg-Zeil (1857–1924), manželství zůstalo bez potomstva.